# なんじゃ・もんじゃ・ドン!
『なんじゃ・もんじゃ・ドン!』は、1979年10月1日から1980年9月26日まで日本テレビ系列局で放送された子供向け番組。日本テレビでは毎週月曜 - 金曜 11:00 - 11:25 (JST) に放送。
「なんじゃもんじゃドン!」と表記されることが多いが、「なんじゃ・もんじゃ・ドン!」が正式な表記である。

## 概要
『新・ロンパールーム』の後番組であり、番組の監修・構成には現在でも『いないいないばあっ!』などの子供番組に関わっているきむらゆういちが当たっていた。
基本的には『ロンパールーム』や『おはよう!こどもショー』、『おかあさんといっしょ』といった子供向け番組の内容を踏襲していたが、番組オリジナルのキャラクターである「ナンジャーマン」や「バイキンダー」のパワー溢れる個性的な存在感がこの番組にある種独特な雰囲気を与え、他に類を見ない風変わりな子供番組としての印象を強く残していた。

## 主な出演者
みーおばちゃん
演：中原美紗緒
番組のメイン司会的なポジションの女性。自ら「みーおばちゃん」と名乗っていた。決まった衣装は無く、スカート系の服装で居ることが多かった。「歌のおねえさん」としての役割も担っていた。
たかにいちゃん
演：柏原貴
オーバーオール姿で登場する体操のお兄さん。
ちーねぇちゃん
演：牛原千恵
中学生位の年頃の女の子。たかにいちゃんと同じオーバーオール姿で登場していた。
ナンジャーマン
声：つかせのりこ
番組内に登場する看板キャラクター（キャラクターデザイン：舟崎克彦）。着ぐるみでモグラの容姿をしたヒーロー。頭にターバンを巻き、スーパーマンのような出で立ちで胸には平仮名で「な」の文字が書かれた服を着ている。太陽光に弱いので普段はサングラスをかけているが、物を注視する際にはサングラスを外したりする（瞳は小さくてつぶら）。普段は地底の秘密基地に居るが、子供たちの助けを呼ぶ声を聞くと「スーパーもんじゃゼット」という名前の自転車（三輪車？）に乗って地上に現れる。登場した際の口上は「なんじゃも〜んじゃ〜！」。必殺技はナンジャーキック、ナンジャーパンチ。武器にパワーシャベルがある。ピンチに陥ると「丸焼き印のコンビーフ」を食べてパワーアップする。
ナンジャーマンのテーマソングは「ヘルプ!!ナンジャーマン参上!」（歌：串田アキラ）。登場する時に地中を進み、スーパーもんじゃゼットが疾走するPVのようなイメージ映像とともに流れる。
バイキンダー
声：安原義人
ナンジャーマンの敵役となる怪人。黒っぽい衣装を着た着ぐるみで、しっぽがある等「虫歯菌」的なイメージの風貌をしており、後に日本テレビにて放送される『それいけ!アンパンマン』のばいきんまんのようなポジションに近い。名前の通り汚い事が大好きで、いつも子供たちを汚そうと企んでいる（毎回子供たちに悪さをしたり、改変した童話の紙芝居を強制的に見せたりしていた）。武器はバイキン注射（抱えるほどの大きな注射器）。
子分として、ナンジャーマンと同じ顔をした小さなモグラが出てくる時がある。
バイキンダーのテーマソングは「いいんでないかい？バイキンダー」（歌：串田アキラ）。EP盤でリリースされたナンジャーマンの主題曲のB面に収録されていた。
その他
その他、毎回就学前と思われる子供たちが出演。時々、番組劇「ナンジャーマン」においてもキャラクターたちと絡んだりもしていた。

## 主な番組コーナー
- 運動系のあそびコーナー
- ポエムのコーナー - 子供の作った詩にコマ撮りのアニメ映像を付けたようなもの。
- 工作系のあそびコーナー - 「工作マシーン」に材料と設計図を入れると目的の物が出来上がって出てくる。
- 船長さんのお話コーナー（熊倉一雄）
- お歌のコーナー
- 番組劇「ナンジャーマン」
- 体操のコーナー - 子供たちと番組オリジナル曲の「フレンドシップ体操」に合わせて体操を行うコーナー。

## ナンジャーマン
番組の看板コーナーである人形劇（マスクプレイ劇）。
番組内に登場する子供たちが怪人バイキンダーの悪巧みによりピンチに陥り、「助けて、ナンジャーマーン!!」の呼び声に応えて「ヘルプ!!ナンジャーマン参上!」の曲とともにバンクVTRが流れてナンジャーマンが登場、バイキンダーを懲らしめて、（登場シーンの逆再生が流れながら）再び地底に帰っていくというのが常套パターン。
ナンジャーマンとバイキンダーの漫才の様な掛け合いが特徴で、稀に屋外ロケも行われていた。

## 番組内の使用曲

### オープニング
- 「なんじゃ・もんじゃ・ドン！」：番組主題歌
  - 歌：川崎麻世、作詞：荒木とよひさ、作編曲：馬飼野康二
  - B面曲：「新しい予感」
  - （CBS SONY）<1980年8月21日 06SH 820EP>
- 「フレンドシップたいそう」：ほぼすべての回でオープニングの挨拶の後に使用された（1番のみ）。
  - 歌：中原美紗緒、柏原貴
  - B面曲：「できるかな」歌：中原美紗緒
  - （フィリップスレコード）<1979年 FS-502>

### エンディング
- 「あなのあかないドーナッツ」
  - 歌：中原美沙緒、小野たかお
  - （フィリップスレコード）<1979年 FS-503>
- 「おさかなさんば」
  - 歌：OPA、作詞：タモリ、作編曲：大野雄二
  - B面曲：「オレ・オレ・オラ」(読売サッカークラブ応援歌)
  - （except）
- 「こんや10じのディンドン・ドンディン」
  - 歌：ミッチー長岡
  - B面曲：「まほうのじゅもん」
  - （CBS SONY）
- 「愛の園 (AI NO SONO)」
  - 歌：西城秀樹、作詞:スティーヴィー・ワンダー、追詞：山川啓介、作曲：スティーヴィー・ワンダー、編曲：坂本龍一
  - B面曲：「オンリー・ラビング・ユー」
  - （RVC）
- 「バラが咲いた」
  - 歌：マイク眞木、作詞・作曲：浜口庫之助

### コーナーテーマ
- 「ヘルプ!!ナンジャーマン参上!」
  - 歌：ナンジャ・モンジャ・エクスプレス(串田アキラ)
  - 作詞：篠塚満由美、作編曲：くぎ哲朗
  - B面曲：「いいんでないかい？バイキンダー」
  - （日本コロムビア株式会社）<CK-552>

## 現在視聴できる映像・楽曲
番組のソフト化はされていないが、神奈川県横浜市の放送ライブラリーにて第1回放送の映像を観ることができる。
また、以下の楽曲がそれぞれCDアルバムに収録されている。
- 「なんじゃ・もんじゃ・ドン!」「新しい予感」：アルバム「THE BEST 川崎麻世」（ソニー・ミュージックエンタテインメント）
- 「ヘルプ!!ナンジャーマン参上!」：アルバム「串田アキラ BEST〜Feel So Nice〜」（コロムビアミュージックエンタテインメント）
- 「いいんでないかい？バイキンダー」：アルバム「串田アキラ BEST〜Soul ENGINE〜」（コロムビアミュージックエンタテインメント）

| 日本テレビ 平日11:00枠 | 日本テレビ 平日11:00枠                                                        | 日本テレビ 平日11:00枠                               |
| 前番組                 | 番組名                                                                        | 次番組                                               |
| ---------------------- | ----------------------------------------------------------------------------- | ---------------------------------------------------- |
| 新・ロンパールーム     | なんじゃ・もんじゃ・ドン! （1979年10月 - 1980年9月） 【当番組まで子供番組枠】 | 時代劇シリーズ ※10:30 - 11:25ミニ番組 ※11:25 - 11:30 |